# Йост Максимилиан фон Бронкхорст-Гронсфелд
Йост (Йодокус) Максимилиан фон Бронкхорст-Гронсфелд (на немски: Joost/Jodokus Maximilian von Bronckhorst Graf von Gronsfeld; * пр. 22 ноември 1598; † 24 септември 1662, Гронсфелд, Лимбург) е граф на Бронкхорст-Гронсфелд и генерал-фелдмаршал в Курфюрство Бавария. Той също е фрайхер на Батенбург и Римбург, господар на Алфен и Хумпел и е високообразован.

## Произход
Той е големият син на граф Йохан II фон Бронкхорст (1550 – 1617) и съпругата му Сибила фон Еберщайн в Ной-Еберщайн († 1604), дъщеря на граф Филип II фон Еберщайн (1523 – 1589) и графиня Катарина фон Щолберг-Вертхайм († 1598). Баща му е брат на граф Йодокус фон Бронкхорст-Гронсфелд и Лимбург († 1588/1589). Брат е на фрайхер Ото Вилхелм фон Бронкхорст (1602 – 1651) и на фрайхер Йохан Филип фон Бронкхорст (* 1604).

## Военна и дипломатическа кариера
В началото на Тридесетгодишната война Йост Максимилиан фон Бронкхорст е във войската на Тили. През 1629 г. той е като представител на Бавария на събранието в Брауншвайг и като полковник също подписва мира в Любек. През 1631 г. той участва при Тили при обсадата на Магдебург и в битката при Лайпциг. През септември 1631 г. той е на Везер, за да се бие с Папенхайм срещу Георг фон Брауншвайг.
През 1645 г. Йост Максимилиан е главен командир в Горен Пфалц. През 1646 г. става щатхалтер на Инголщат. През 1647 г. той е в Париж, за да води преговори за курфюрст Максимилиан I с френския крал. Курфюрстът му взема командването и той е арестуван на 4 юни 1648 г. и затворен първо в Мюнхен, след това в Инголщат. През 1649 г. е освободен след сключването на мир. Той отива във Виена, където е на активна дипломатическа служба до смъртта си.
Йост Максимилиан фон Бронкхорст умира на 63 години на 24 септември 1662 г. в Гронсфелд, Лимбург.

## Фамилия
Йост Максимилиан фон Бронкхорст се жени на 14 април 1639 г. в Кьолн за Анна Кристина Харденрат (* 1615; † 29 януари 1692), дъщеря на кмета на Кьолн Йохан фон Харденрат и съпругата му Кристина Гал. Те имат седем деца:
- Йохан Франц фон Бронкхорст-Гронсфелд (* 1639; † 8 април 1719), граф, баварски фелдмаршал, 1715 г. губернатор на Люксембург, женен I. за Елеонора Филипина цу Фюрстенберг (* 30 април 1654; † 1717), II. (1706) за Мария Анна фон Тоеринг-Жетенбах (* 1691/1692; † 1731/1738)
- Анна Юстина Гертруд фон Бронкхорст (* 1639, Кьолн; † 12 януари 1709, Лиеж), омъжена за Фердинанд Лудвиг фон Айнатен цу Тиз († пр. 1706)
- Ото Вилхелм фон Бронкхорст-Гронсфелд (* 2 юни 1640, Кьолн; † 5 април 1713, Оснабрюк), вай-епископ на Оснабрюк и Мюнстер, апостолски викар на Севера
- Ернст Максимилиан фон Бронкхорст († 1678/1690 при обсадата на Фрайбург в Брайзгау)
- Йохан Филип Феликс фон Бронкхорст (* 1656; † 1676 при Филипсбург)
- Клара Сибила фон Бронкхорст († 1 юни 1723/3 януари 1724), омъжена за комте Хенри Филипе Емануел де Лигневил († 1683, Белград)
- Мария Анна фон Бронкхорст († сл. 1723)